# Catalunya del Nord

Situació de la Catalunya del Nord respecte als Països Catalans

La Catalunya del Nord és la part més septentrional de Catalunya, de llengua i cultura catalanes i separada, a profit del  Regne de França, de la resta de Catalunya en virtut del tractat dels Pirineus (el 7 de novembre del 1659).
L'inventor del terme Catalunya del Nord és Alfons Mias en la dècada de 1930, i el qui ha inventat Catalunya Nord és Llorenç Planes (El petit llibre de Catalunya Nord), tots dos nord-catalans. La denominació comprèn les comarques històriques del Rosselló, el Conflent, el Vallespir, el Capcir i el nord de la Cerdanya (que es coneix com a Alta Cerdanya). La Fenolleda, malgrat ser majoritàriament occitana, s'inclou sovint en la definició de Catalunya del Nord per les seves relacions geogràfiques i administratives amb el Rosselló.
Actualment aquestes comarques constitueixen el departament francès dels Pirineus Orientals (Pyrénées-Orientales en francès), que s'engloba dins de la regió d'Occitània (Occitanie), que es coneix informalment en francès com a Pays catalan, en català País Català.
El 10 de desembre del 2007 el Consell General dels Pirineus Orientals declarà el català com a llengua del territori, sense donar-li un caràcter d'oficialitat (impossible a l'Estat Francès) i reconegué l'ús de la denominació Catalunya del Nord com a equivalent de Pyrénées-Orientales en llengua catalana.
Amb una població de 457.238 habitants (2013), representa el 0,6% de la població total francesa, el 6,1% de Catalunya i el 3,2% de la població total dels territoris de parla catalana.

## Geografia

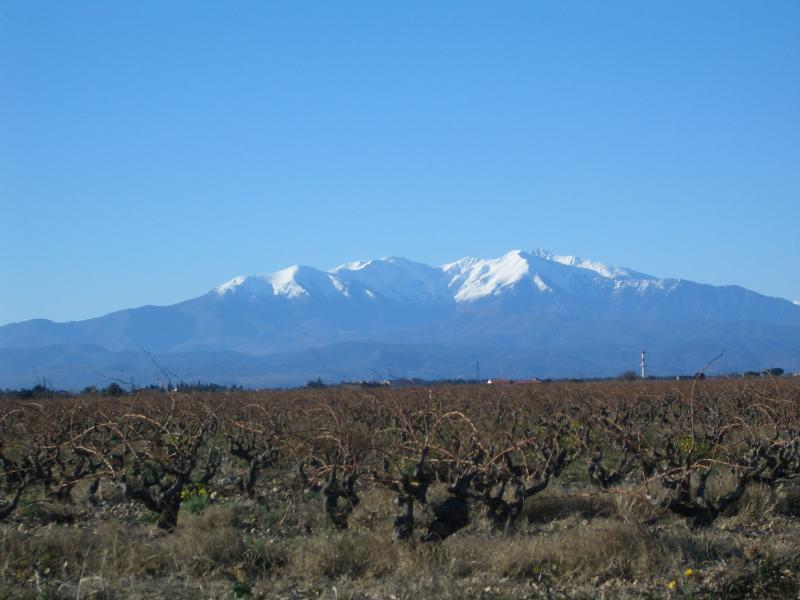
El Canigó fotografiat des de la carretera que porta a l'aeroport de Perpinyà (a Ribesaltes)

La Catalunya del Nord ocupa principalment la part oriental dels Pirineus i s'estén per la plana del Rosselló fins a arribar al nord, on les Corberes el separen de l'Aude i, al sud, el massís de l'Albera el separa de l'Alt Empordà. Limita a l'oest amb Andorra i a l'est amb el mar Mediterrani. Els rius Tet, Tec i Aglí travessen la Catalunya del Nord d'oest a est paral·lelament l'un a l'altre. Els massissos del Carlit (2.921 m) i del Canigó, al sud (2.785 m), hi destaquen per la seva gran alçada.
El clima, de tipus mediterrani, permet tenir hiverns relativament dolços, en què les nevades són molt rares a la plana. Els estius són sovint molt càlids. Els vents hi tenen un gran paper, en particular la tramuntana, vent del nord-oest, anomenat mistral a Occitània, que regularment assoleix velocitats superiors als 100 km/h. El vent de llevant, igualment anomenat marinada, per la seva part, és el que porta la pluja.

## Organització territorial

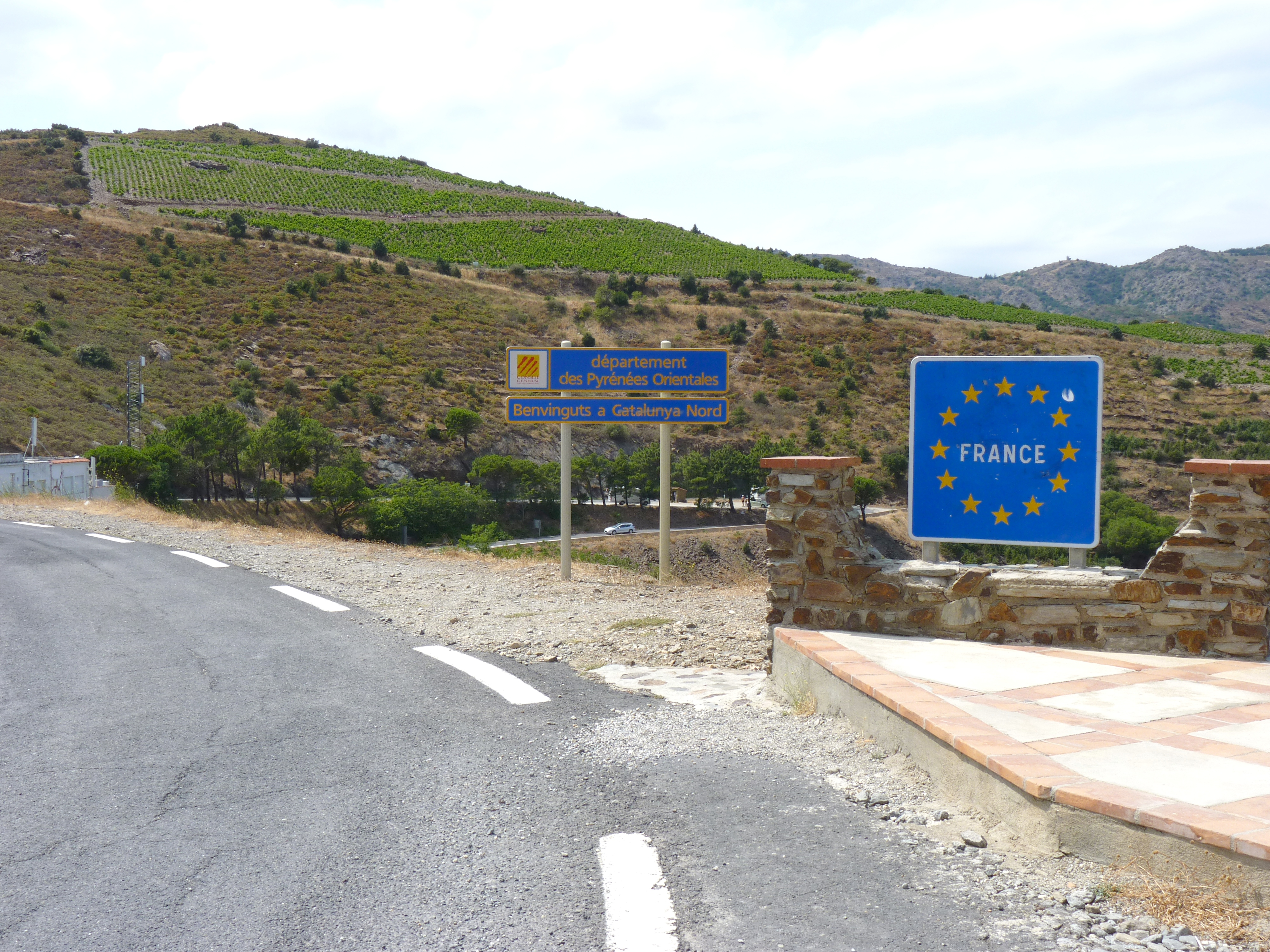
Rètol d'entrada a la Catalunya del Nord, al coll dels Belitres.

A la Catalunya del Nord hi ha 6 comarques històriques, que no es corresponen amb l'actual divisió administrativa del departament.

### Comarques
La divisió comarcal de la Catalunya del Nord més acceptada es basa en el treball de Norbert Font i Sagué en la seva obra Determinació de les comarques naturals i històriques de Catalunya. A l'Atlas de Catalunya Nord de Joan Becat del 1977, s'hi pot veure la inclusió de l'occitana Fenolleda, que forma part del departament dels Pirineus Orientals des de la seva creació el 4 de març del 1790, en mapes més recents.
D'aquesta manera, la tradició acadèmica organitza les 228 comunes de la Catalunya del Nord en cinc comarques que formen, juntament amb la Fenolleda, el departament dels Pirineus Orientals:
El Rosselló (92 comunes), amb Perpinyà com a cap; inclou les subcomarques dels Aspres, les Corberes, l'Albera, incloent-hi la costa de la Marenda, la Plana del Rosselló, el Riberal del Tet, i la Salanca.
El Vallespir (21 comunes), amb Ceret com a cap; inclou les subcomarques de l'Alt Vallespir, el Vallespir Mitjà i el Baix Vallespir.
El Conflent (53 comunes), amb Prada com a cap; inclou les subcomarques de l'Alt Conflent, el Conflent Mitjà i el Baix Conflent, les Garrotxes, i part de l'Altiplà de Sornià.
| Alta Cerdanya Capcir Conflent | Fenolleda Rosselló Aspres Vallespir |

El Capcir (7 comunes), amb Formiguera com a cap.
L'Alta Cerdanya (27 comunes), amb Montlluís com a cap; l'enclavament de Llívia pertany administrativament a la Baixa Cerdanya, a Espanya.
La Fenolleda o el Fenolledès, també anomenat Fenolheda o Fenolhedés en occità (28 comunes), amb Sant Pau de Fenollet com a cap; d'expressió occitana i que inclou les subcomarques de les Corberes (dividides entre el Rosselló i la Fenolleda), les Valls i l'Altiplà de Sornià o Aspres. Encara que la comarca és tradicionalment de parla occitana, s'inclou dins del concepte de Catalunya Nord.
En el Nomenclàtor toponímic de la Catalunya del Nord (2007) de la Universitat de Perpinyà i l'Institut d'Estudis Catalans, s'eleva a la categoria de comarca els Aspres, considerada tradicionalment una subcomarca, situats al sud-oest del Rosselló. A més, canvia diverses comunes del coll de la Perxa de l'Alta Cerdanya i una del Capcir al Conflent; també un dels Aspres (la Bastida, sovint adscrita al Conflent).

### Divisió cantonal
La divisió administrativa actual correspon al model francès. Des de la Revolució que la Catalunya del Nord està continguda en el departament dels Pirineus Orientals (Pyrénées Orientales en francès), creat el 4 de març del 1790.
Aquest departament està dividit des del punt de vista de governació en tres districtes: Perpinyà, Ceret i Prada. Perpinyà és la seu de la prefectura dels Pirineus Orientals, i Ceret i Prada són seu d'una sotsprefectura. Quant a les eleccions departamentals, està dividit en cantons, que han tingut diverses distribucions al llarg de la història, des del moment de la seva creació, ran de la Revolució francesa, fins a l'actualitat: el darrer model es va instaurar arran d'un decret del 2014, que implanta 17 cantons:
- 1. Els Aspres (Tuïr)
- 2. El Canigó (Els Banys d'Arles)

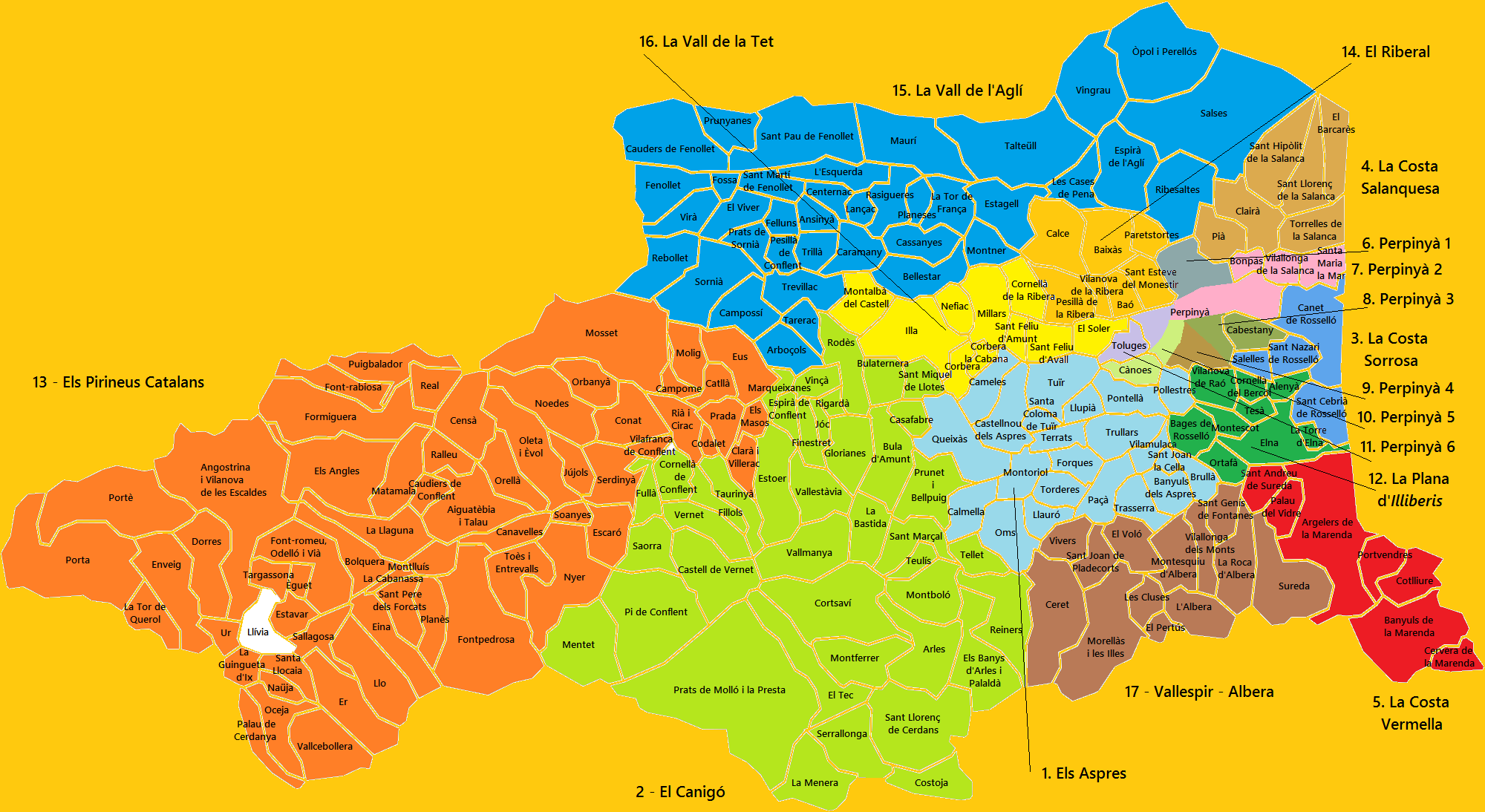
Mapa dels cantons de la Catalunya del Nord

- 3. La Costa Sorrosa (Canet de Rosselló)
- 4. La Costa Salanquesa (Sant Llorenç de la Salanca)
- 5. La Costa vermella (Argelers de la Marenda)
- 6. Perpinyà 1
- 7. Perpinyà 2. Inclou Bonpàs, Santa Maria la Mar i Vilallonga de la Salanca
- 8. Perpinyà 3. Inclou Cabestany
- 9. Perpinyà 4
- 10. Perpinyà 5. Inclou Cànoes
- 11. Perpinyà 6. Inclou Toluges
- 12. La Plana d'Illiberis (Elna)
- 13. Els Pirineus catalans (Prada)
- 14. El Riberal (Sant Esteve del Monestir)
- 15. La Vall de l'Aglí (Ribesaltes)
- 16. La Vall de la Tet (El Soler)
- 17. Vallespir - Alberes (Ceret)

### Entitats supramunicipals
A la Catalunya del Nord, hi ha les següents entitats supramunicipals:
1. Comunitat d'aglomeració de Perpinyà-Mediterrània
2. Mancomunitat municipal de les Alberes
3. Mancomunitat municipal dels Aspres
4. Mancomunitat municipal del Ribesaltès-Aglí-Manadell
5. Mancomunitat municipal del Vallespir
6. Mancomunitat municipal del Rosselló Sud
7. Mancomunitat municipal del Rosselló Conflent
8. Mancomunitat municipal de la Costa Vermella
9. Mancomunitat municipal de l'Alt Vallespir
10. Mancomunitat municipal del sector d'Il·liberis
11. Mancomunitat municipal de la Salanca-Mediterrània
12. Mancomunitat municipal de l'Aglí Fenolleda
13. Mancomunitat municipal de Pirineus Cerdanya
14. Mancomunitat municipal de Capcir Alt Conflent
15. Mancomunitat municipal de Vinçà-Canigó
16. Mancomunitat municipal de Canigó-Vall del Cadí

També hi ha alguna comuna que no forma part de cap agrupació supramunicipal.

## Les comarques i subcomarques, i els comuns de la Catalunya del Nord

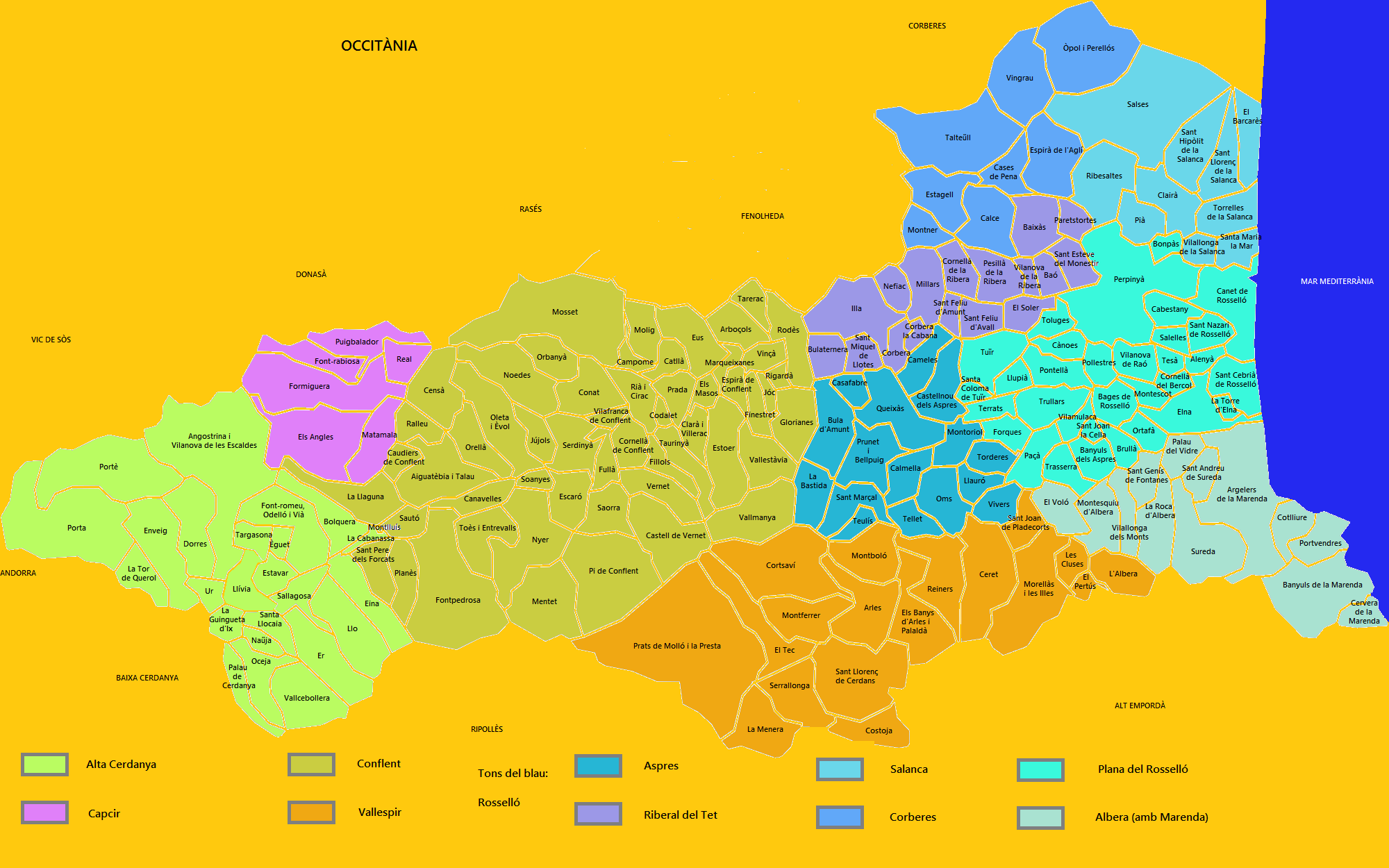
Mapa de les comarques i subcomarques, i comunes de la Catalunya del Nord

## Història

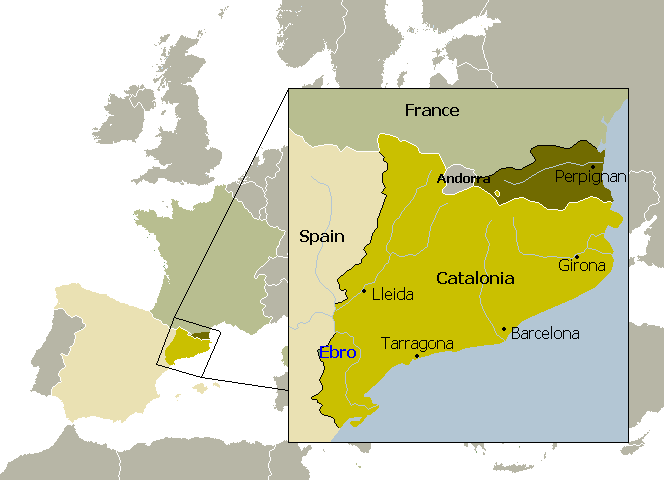
Partició de Catalunya el 1659

Abans del 1659, la història de la Catalunya del Nord correspon a la història del Principat de Catalunya. Encara que aquest fet es trencà a partir del tractat dels Pirineus, en què aquesta part del Principat emprenia una història diferenciada:

### Bressol del casal de Barcelona
La nissaga de comtes i reis del casal de Barcelona es va iniciar a la Catalunya del Nord: al poble de Rià (antigament Arrià), prop de la vila de Prada, al Conflent. Des del Tractat de Baiona de 1462 fins al Tractat de Barcelona de 1493, França ocupà el territori.

### Petició de separació del Principat de Catalunya
Cap a 1627, als comtats del Rosselló i la Cerdanya apareixen algunes veus que demanen la separació del Principat de Catalunya, argumentant l'existència d'un fort espoli fiscal i de motius històrics per a la divisió d'aquests territoris. Entre altres, Lluís Baldó, ambaixador de Perpinyà, reivindica que els comtats han de poder exercir la seva sobirania al marge de Catalunya. El Principat de Catalunya s'hi va negar, apel·lant a la legalitat creada en el marc de les constitucions catalanes.

### Tractat dels Pirineus

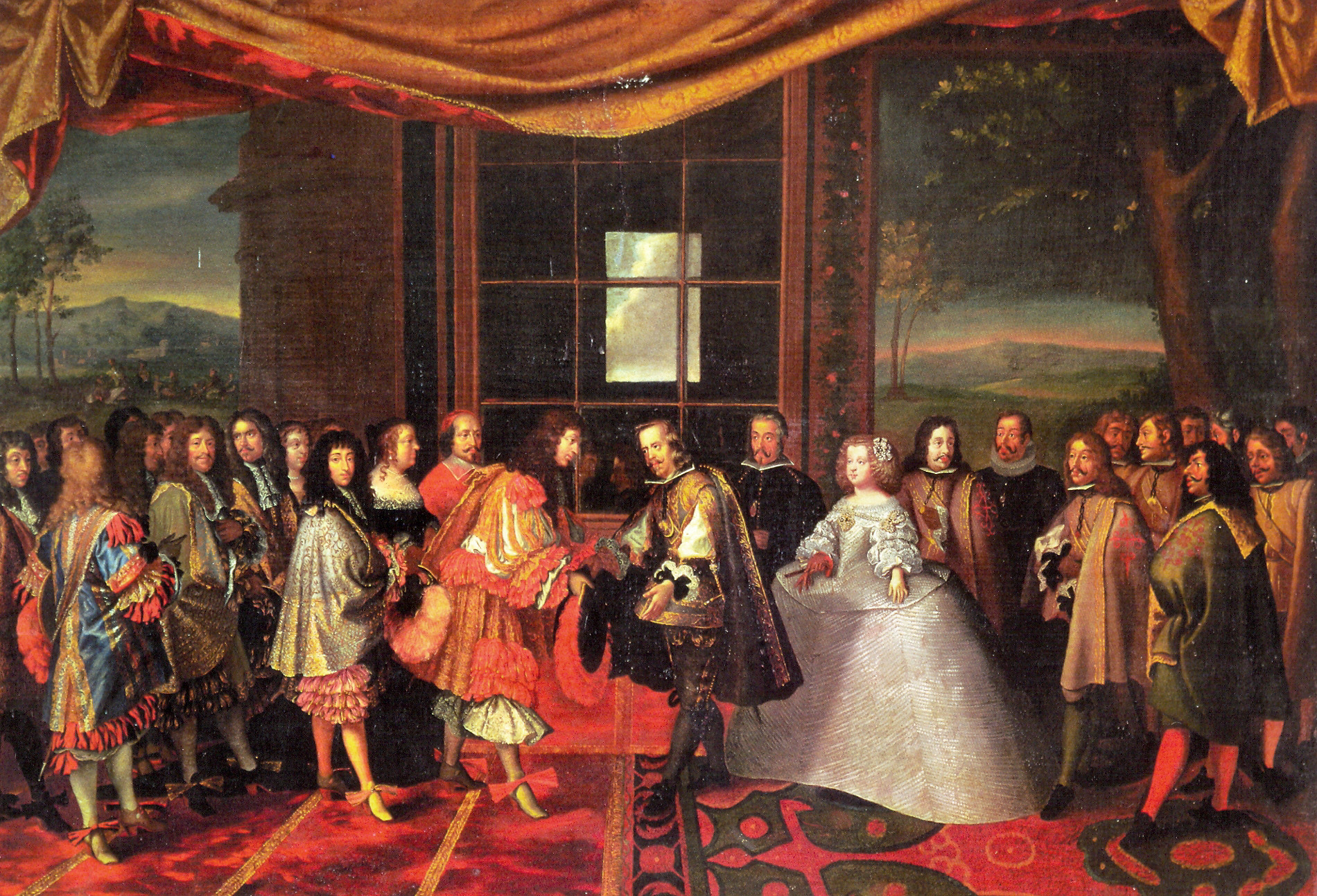
Escena retratada per Laumosnier, que representa la signatura del tractat dels Pirineus amb Lluís XIV de França i Felip el gran a l'illa dels Faisans el 1659

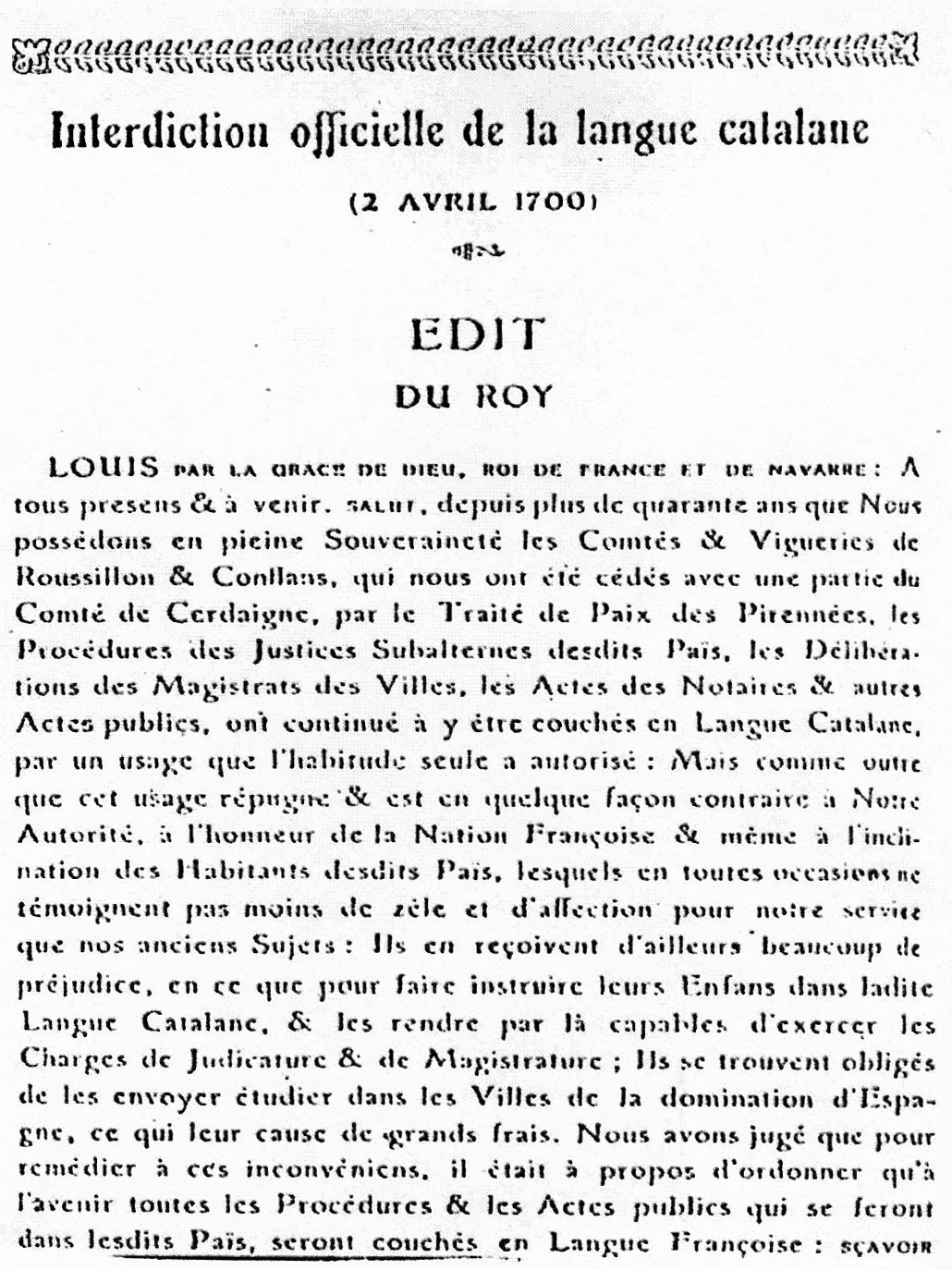
Decret de Prohibició Oficial de la Llengua Catalana a la Catalunya del Nord

A conseqüència de la signatura pel rei de Les Espanyes del tractat dels Pirineus, el 7 de novembre de 1659, sense la preceptiva convocatòria de Corts, les comarques septentrionals catalanes foren cedides a França. Felip IV va negociar aquest tractat sense consultar les Corts Catalanes ni els afectats i els ho va amagar, ja que no va notificar oficialment el tractat a les institucions catalanes fins a les Corts de 1702.
Alguns anys després, el 1700, hi va ser prohibit l'ús de la llengua catalana en qualsevol acte i document oficial per un edicte reial. Des de llavors va quedar prohibida, fins a la darreria del segle xx. També van ser dissoltes les institucions catalanes (Generalitat, cònsols, etc.), malgrat que el mateix tractat preveia de conservar-les.
A la Cerdanya, fins al 1802 la frontera eclesiàstica tampoc no es corresponia amb la frontera real: del bisbat d'Urgell depenien els trenta-tres pobles de l'Alta Cerdanya.
A partir dels anys vuitanta, en commemoració del tractat, cada any té lloc a Perpinyà la Diada de la Catalunya Nord.

### Creació del departament

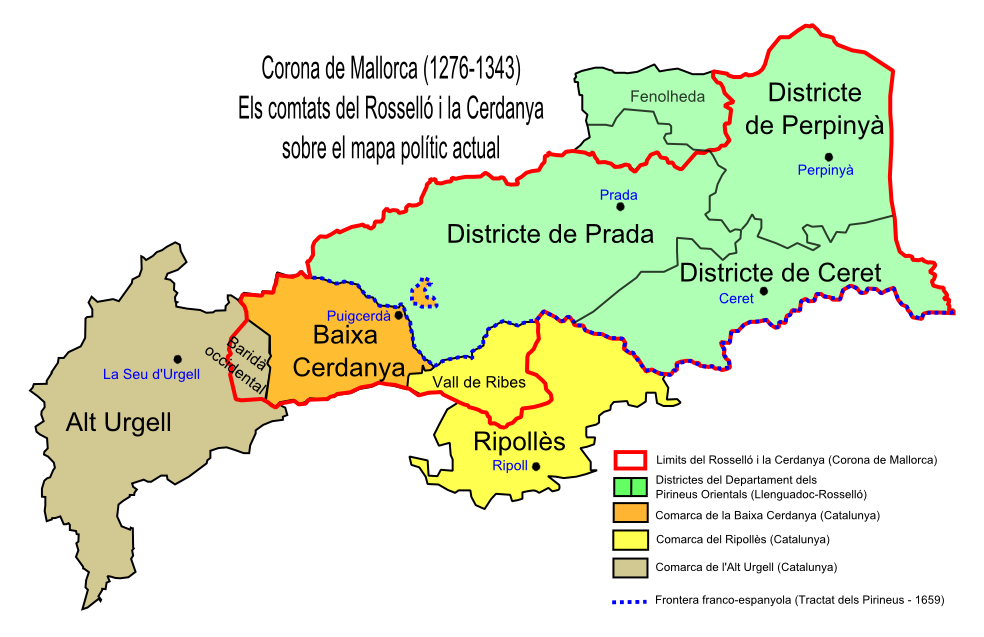
L'actual departament dels Pirineus Orientals sobre els antics límits dels comtats del Rosselló i la Cerdanya

El departament dels Pirineus Orientals va ser creat el 4 de març del 1790 en aplicació de la llei del 22 de desembre de 1789.
Dues dates permeten comprendre millor la història del departament:
- 1258: el tractat de Corbeil estableix una frontera entre Catalunya i els territoris de la corona francesa, situada a les Corberes, de manera que les comarques del Rosselló, el Capcir, la Cerdanya i el Vallespir queden a la banda catalana i la Fenolleda a la banda francesa.
- 1659: la frontera política actual, que elimina la del 1258, queda definida pel tractat dels Pirineus, com hem vist més amunt. Les comarques nord-catalanes passen a l'administració francesa, amb l'excepció de la vila de Llívia.

Malgrat la creació del departament el 1790, la rivalitat, més o menys amistosa segons les èpoques, s'ha continuat mantenint entre totes dues identitats. Els catalans de la regió utilitzaven el terme pejoratiu de gavatxos per designar els occitans (principalment de la Fenolleda o del Narbonès). Actualment aquest mot és utilitzat pels catalans del sud per designar (també pejorativament) les persones d'origen francès.
Al segle xix els Pirineus Orientals van ser un dels departaments més republicans de França, en part gràcies a la presència de Francesc Aragó, home polític i savi nascut a Estagell.

## Llengua

Comunes històricament catalanoparlants
Comunes no catalanoparlants (històricament de parla occitana)
Comunes amb parlars de transició o d'adscripció discutida

El reial decret francès de Lluís XIV del 2 d'abril del 1700, amb data d'aplicació de l'1 de maig del mateix any, va prohibir l'ús de la llengua catalana en documents oficials, notarials i d'altra mena, sota pena d'invalidar-ne el contingut. Des d'aleshores, el francès continua essent l'única llengua oficial, i l'única que s'utilitza en l'ensenyament públic. Les escoles de la Bressola, de caràcter privat, són les úniques que utilitzen el català en l'ensenyament obligatori.
La política oficial de l'estat francès ha fet que avui dia el català sigui una llengua clarament minoritària als Pirineus Orientals.
Recentment, l'estat francès ha modificat la seva constitució i ha afegit en el seu article 2 la frase següent: La langue de la République est le français ("La llengua de la república és el francès"). Aquest article, tot i que oficialment ha de protegir el francès contra l'expansió de l'anglès, de fet s'utilitza sovint per a negar subvencions a moviments culturals o cívics en català, o per refusar la presència del català i les altres llengües minoritàries en l'administració.

### Ús actual de la llengua
A la Catalunya del Nord, com en la major part de França, el procés de substitució lingüística de l'idioma local pel francès està molt avançat, amb el clàssic patró pel qual l'idioma canvia primer a les ciutats i només més tard al camp. Actualment prop de la meitat de la població entén el català i entre un 20% i un 30% és capaç de parlar-lo, però el seu coneixement escrit i el seu ús social és inferior al 10%. En el primer terç del segle xx el català encara era la llengua de relació en moltes poblacions, especialment en l'àmbit rural.

Comarques tradicionals del departament dels Pirineus Orientals. Toponímia en català

El reial decret francès de Lluís XIV del 2 d'abril de 1700, amb data d'aplicació d'1 de maig del mateix any, va prohibir de manera dràstica l'ús de la llengua catalana en documents oficials, notarials i d'un altre tipus, sota pena d'invalidar el contingut. Des de llavors, el francès continua sent l'única llengua oficial, i l'única que s'utilitza en l'ensenyament públic.
Les últimes dades sociolingüístiques de què disposa la Generalitat de Catalunya (2004) reflecteixen que el francès és la llengua majoritària a la Catalunya del Nord, amb una presència minoritària del català. Habitualment parla francès el 92% de la població, català el 3,5%, ambdós idiomes un 1% i el 3,5% parla altres llengües.
Quant a usos lingüístics en diversos àmbits, cal assenyalar que el 80,5% dels nascuts a la Catalunya del Nord parlen únicament francès en l'àmbit familiar en contraposició amb un 17,3% en què el català és present. A més, l'àmbit de l'ús del català es redueix cada vegada més en les noves generacions i en els immigrants. Només un 6,3% dels estudiants de la Catalunya del Nord parlen en català entre ells i un 0,5% ho fa quan va al metge. No obstant això, la consciència lingüística no ha disminuït i un 62,9% dels habitants de la Catalunya del Nord creu que els nens haurien d'aprendre català.
Les últimes enquestes d'ús lingüístic fetes a la Catalunya Nord han estat encarregades per les autoritats de la région Languedoc-Roussillon. Han estat dues enquestes. Una feta l'any 1993 i l'altre l'any 1998.
A l'enquesta de l'any 1993, feta per Média Pluriel Méditerranée amb una mostra de 500 persones i un marge d'error del 4%. Segons l'enquesta un 63% de la gent l'entenia i un 48% de la gent el parlava. Els resultats, però, potser no s'adiuen amb la realitat, ja que no es va distingir entre la gent que el parlava (o el comprenia) poc, molt o gens, a més que l'enquesta va ser feta en francès.
La segona enquesta també feta per Média Pluriel Méditerranée va variar molt els resultats tenint en compte la proximitat de les dates en què s'han fet les enquestes. Els resultats van ser els següents: 55% de comprensió (l'any 1993 era d'un 63%) i en capacitat de parlar la llengua va mostrar un sorprenent 34% (48% l'any 1993). Les dades són difícilment creïbles i mostren que probablement van influir-hi factors contextuals.

### Reconeixement del català
La Carta a favor del català aprovada pel Consell General dels Pirineus Orientals el 10 de desembre del 2007 declarà el català com a llengua del departament. Els 9 articles de la Carta reconeixen l'Institut d'Estudis Catalans com a autoritat lingüística i es comprometen en la promoció de l'ús i el coneixement de la llengua catalana en els àmbits competencials del Consell Departamental.

## Economia
L'economia de la Catalunya Nord gira tradicionalment a l'entorn de l'agricultura, dominada per l'arboricultura (amb nombrosos horts de presseguers, d'albercoquers i de cirerers), l'horticultura (enciams i carxofes, sobretot) i la viticultura. En aquest àmbit, la regió es distingeix per una important producció de vins dolços naturals, amb quatre denominacions prestigioses: Banyuls, Maurí, Ribesaltes i Moscat de Ribesaltes, sense comptar el Byrrh, elaborat als cellers de Tuïr. Es produeixen també nombrosos vins secs amb denominació d'origen, negres sobretot, dels quals els de Cotlliure són, sens dubte, els més coneguts.
La ramaderia, en retrocés durant diversos decennis, sembla que està agafant un nou vigor, en particular amb la producció de carn amb denominació de qualitat, com ara la vedella rosada dels Pirineus.
Tanmateix, cal precisar que no són gaire més de 8.000 persones, si s'exceptuen els treballadors estacionals, les que viuen de l'agricultura. Les empreses industrials hi són poc nombroses i no són suficients per pal·liar la important taxa d'atur de la regió (més d'un 15% de la població activa). La majoria de la població treballa en el sector terciari (administració, serveis, distribució, turisme).
El padró de l'any 1999 donava les xifres següents pel que fa a l'ocupació per sectors:
- Agricultura: 8.227
- Indústria: 10.389
- Construcció: 8.460
- Terciari: 97.673

## Demografia

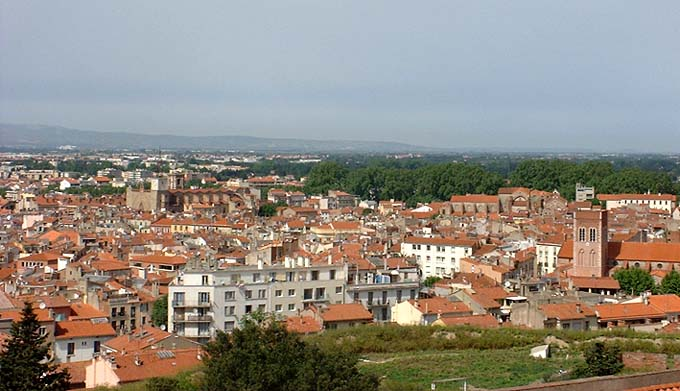
Vista aèria de Perpinyà

La Catalunya del Nord té al voltant dels 480.000 habitants. La ciutat de Perpinyà n'agrupa més d'un quart tota sola, i més d'un terç comptant-hi la rodalia. És l'única ciutat important; a part de la capital, les principals poblacions són Canet de Rosselló, Cabestany, Sant Esteve del Monestir, Ribesaltes, Sant Llorenç de la Salanca, Bompàs, Sant Cebrià de Rosselló, Argelers, Tuïr, Ceret, Elna i Prada, que tenen cada una entre 6.000 i 10.000 habitants. El districte de Perpinyà, per la seva banda, amb 119.447 habitants, és el més poblat de la Catalunya del Nord. Els dos altres, Ceret i Prada, tenen respectivament 7.968 i 6.375 habitants.
El repartiment per grups d'edat mostra un nombre relativament elevat de persones més grans de 60 anys (el 29% de la població, contra un 21,3% per al conjunt de l'estat francès).

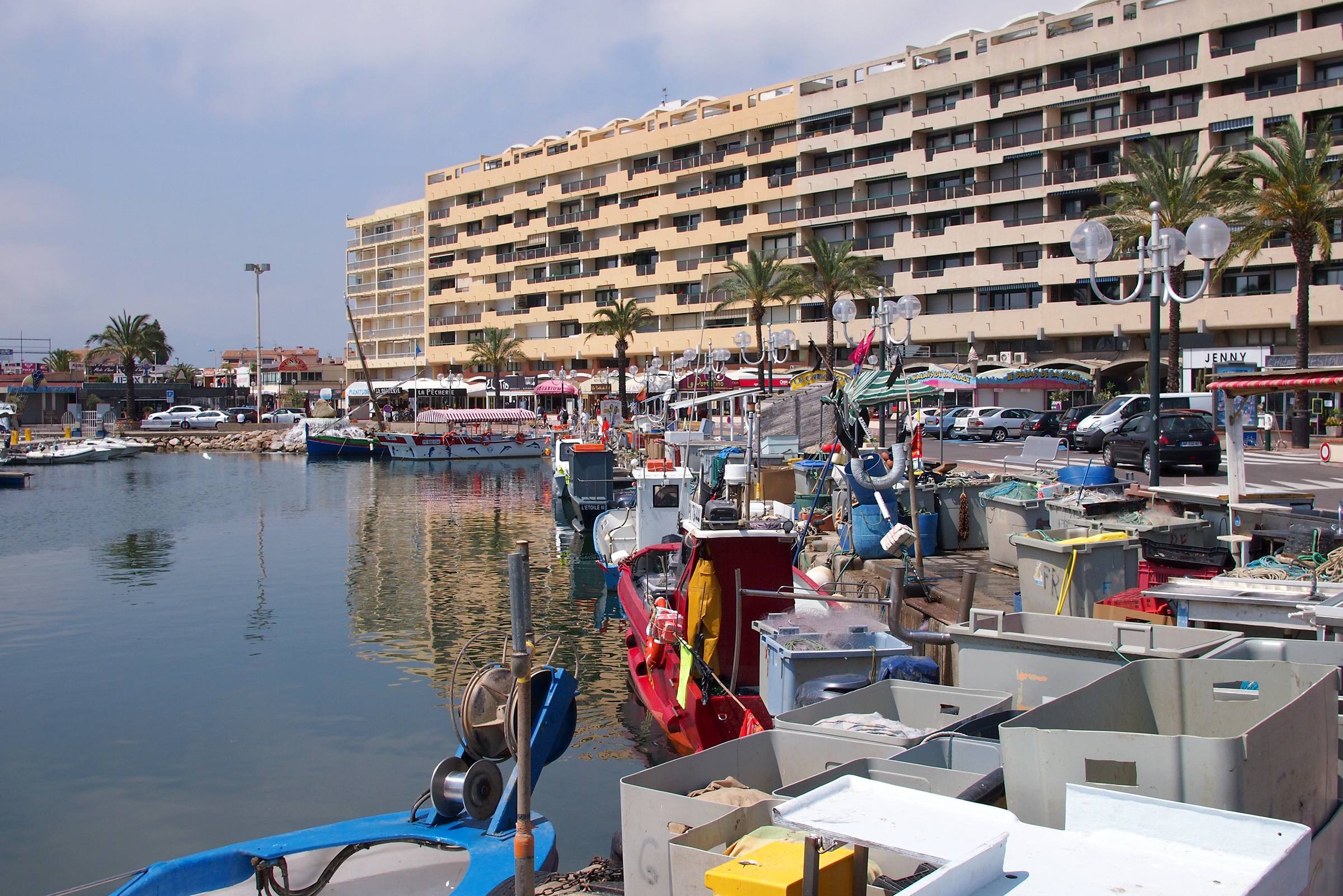
Port marítim de Sant Cebrià de Rosselló

Aquesta edat avançada de la població té com a conseqüència un índex de mortalitat superior al de natalitat. Tanmateix, la població es troba en augment constant des de fa uns quants decennis gràcies a un saldo migratori clarament positiu. La Catalunya del Nord atreu en particular jubilats que hi cerquen el clima agradable, la qual cosa contribueix alhora a l'augment de la població i al seu envelliment.
L'evolució de la població ha estat la següent:
- 1954: 230.285 habitants
- 1975: 299.506 habitants
- 1982: 334.557 habitants
- 1990: 363.796 habitants
- 1999: 392.803 habitants
- 2005: 412.685 habitants
- 2023: 483.380 habitants

## Cultura
Vegeu també l'article Nord-catalans
La cultura catalana continua sent-hi molt vivaç, fins i tot tenint en compte que hi ha pocs joves que parlin la llengua i una alta immigració d'altres regions de França. A la Catalunya Nord es fan nombrosos aplecs o concentracions populars, i els balls tradicionals, en particular la sardana, hi tenen molt de predicament. Cada any té lloc a Prada, al Conflent, la Universitat Catalana d'Estiu. La llengua catalana s'ensenya a les escoles primàries, als liceus (instituts), als col·legis i a la universitat; l'ensenyament només es fa en català en algunes escoles privades com ara La Bressola i Arrels, o col·legis com el Comte Guifré.

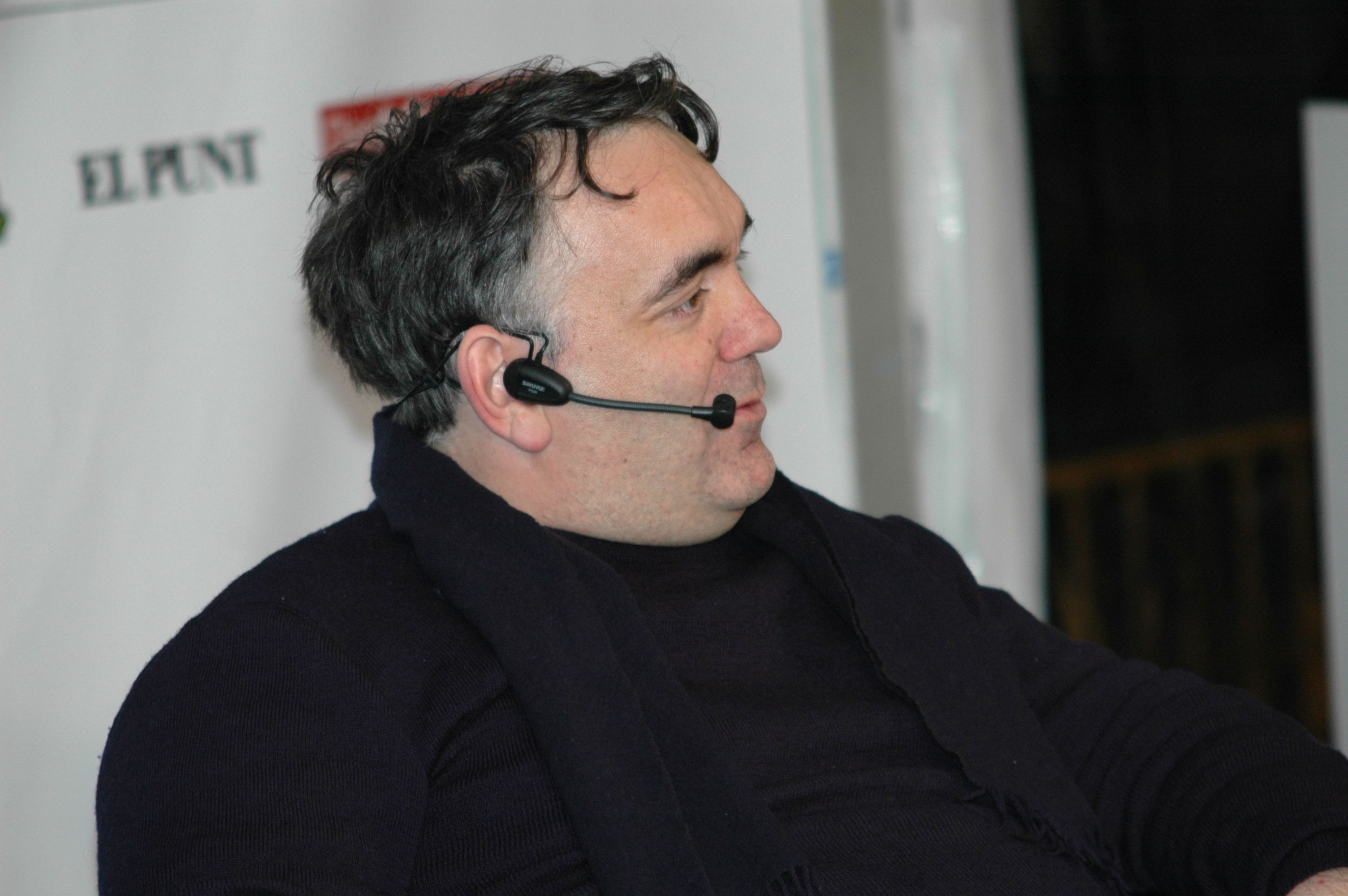
Joan-Daniel Bezsonoff en un col·loqui en la Setmana del llibre en català a Sant Cugat del Vallès el 2009

Diversos grans pintors van anar-se'n a viure a Catalunya Nord al principi del segle xx, bé a Ceret, bé a Cotlliure. És en gran part a Cotlliure on es quedaren Henri Matisse i André Derain, on va néixer el fauvisme. El cubisme, per la seva banda, es va desenvolupar a Ceret, vila freqüentada per Pablo Picasso i Georges Braque a partir del 1911. L'escultor Arístides Maillol, famós per les seves obres de tema femení, també va néixer a la Catalunya del Nord, on desenvolupà gran part de la seva producció artística. Ceret acull avui un important Museu d'Art Modern, fundat el 1950 per Pierre Brune. Cada any tenen lloc a la Catalunya del Nord nombroses manifestacions culturals, com ara el festival fotogràfic Visa pour l'Image de Perpinyà i el festival Pau Casals de música clàssica a Sant Miquel de Cuixà, al Conflent.
Com a escriptors contemporanis nord-catalans destaquen Jordi Pere Cerdà, Pere Verdaguer, Joan-Lluís Lluís, Renada Laura Portet, Aleix Renyé, Joan-Daniel Bezsonoff, Joan Tocabens, Jep Gouzy i Jaume Queralti com a músics Pascal Comelade, Gerard Jacquet, Jordi Barre, Joan Pau Giné, Pere Figueres i el grup Blues de Picolat. Per a més informació, vegeu les seccions corresponents a artistes, escriptors i músics a l'article Nord-catalans.
Existeixen associacions molt diverses com poden ser l'Associació de professors de català per a adults (APCA), la Federació per a la Defensa de la Llengua i de la Cultura Catalanes ("Fédé") o l'Assemblea Nord-catalana, que hi treballen, directament i indirecta, per la llengua i la cultura catalanes (vegeu-ne la llista, aquí mateix, poc més a baix).

## Esports
El rugbi, amb el seu equip emblemàtic, la USAP de Perpinyà, és l'esport estrella de Catalunya Nord. Encara que també és conegut l'equip de rugbi a 13, els Catalans Dragons Union Treiziste Catalane, és a dir, la Unió Tretzista Catalana, que també pertany a la ciutat de Perpinyà.